# P.M. Dawn

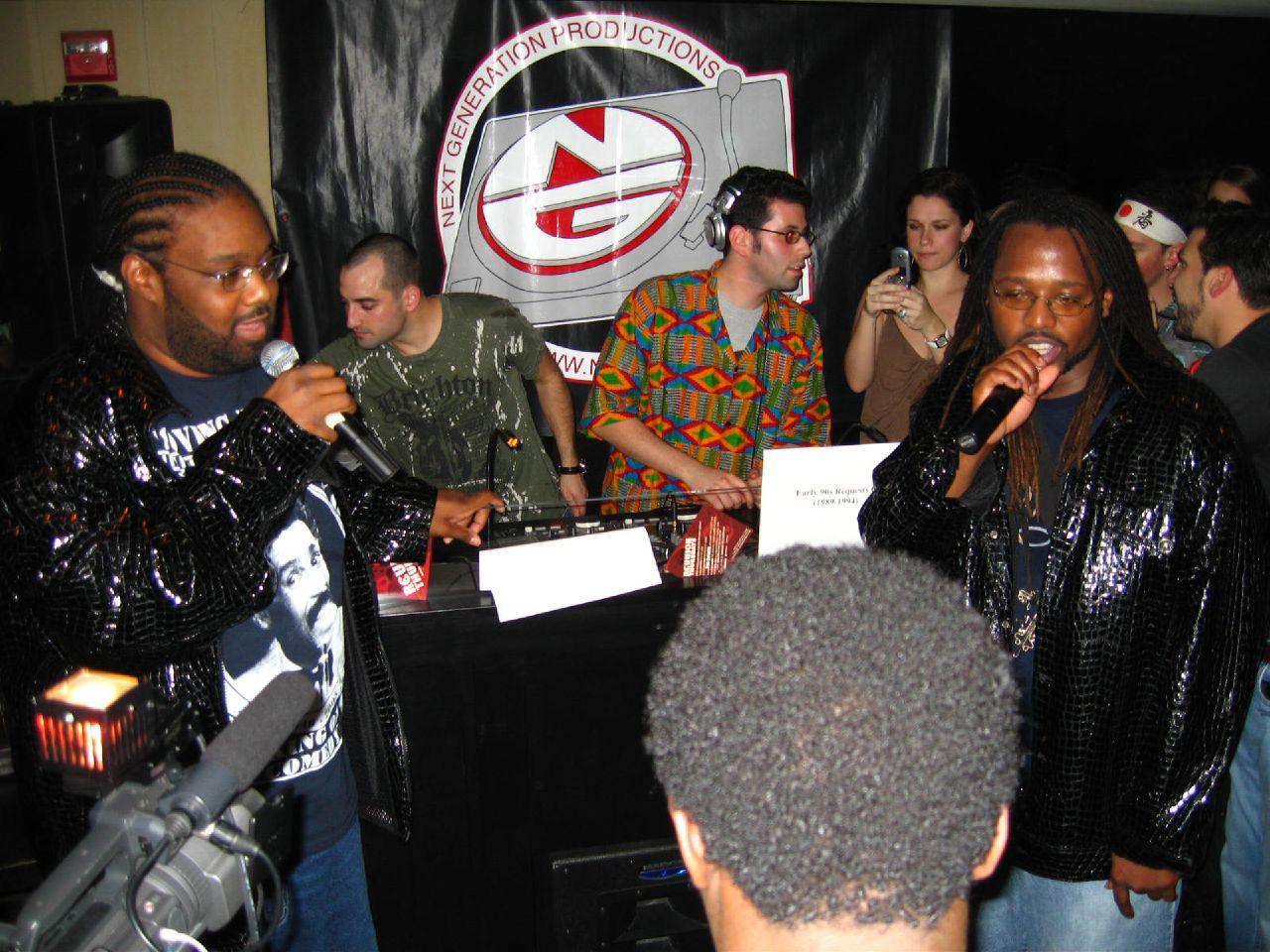
P.M. Dawn tijdens een optreden in 2006 (links Prince Be en rechts Docter Giggles)

P.M. Dawn is een Amerikaans hiphop/R&B duo, gevormd in 1988 door de broers Attrell Cordes (ook wel Prince Be, soms als Prince Be the Nocturnal) en Jarrett Cordes (ook wel DJ Minutemix of J.C. the Eternal) in Jersey City, New Jersey. In Nederland had de groep een top 10-hit (plaats 6) in de Nederlandse Top 40 met Set Adrift on Memory Bliss in 1991, met een sample van de Spandau Ballet hit True, andere kleine hits waren Looking Through Patient Eyes, I'd Die Without you en Faith in you.
De vader van de broers overleed aan longontsteking toen ze nog kinderen waren. Een ander familie-ongeval deed zich voor toen de jongste broer Duncan op tweejarige leeftijd verdronk. De broers werden opgevoed door hun moeder en stiefvader George Brown, grondlegger van de discoband Kool & The Gang.
In de eerste helft van 2005 werd Prince Be getroffen door een beroerte, die een deel van zijn lichaam verlamde. Hij wist op tijd te herstellen om deel te nemen aan een tv-optreden. Maar kort daarna besloot zijn broer Jarrett de groep te verlaten om een solocarrière op te bouwen. De leemte werd kort daarna opgevuld met Docter Giggles alias 'The Doc of the Dawn' of 'Blissboy', een neef van de gebroeders Cordes vaders kant. Op 12 februari 2009 werd Prince Be opnieuw getroffen door een beroerte: dit keer was zijn been zo verlamd geraakt, dat het in december 2009 geamputeerd werd. Op 17 juni 2016 overleed hij op 46-jarige leeftijd.

## Discografie

### Albums
- 1991 · Of the Heart, of the Soul and of the Cross: The Utopian Experience (Gee Street)
- 1993 · The Bliss Album…? (Gee Street)
- 1995 · Jesus Wept (Gee Street)
- 1998 ·: Dearest Christian, I'm So Very Sorry for Bringing You Here. Love, Dad (Gee Street)
- 2000 · F*cked Music (Positive Plain Music)
- 2000 · The Best of P.M. Dawn (V2)
- 2008 · Most Requested (Sheridan Square Records)
- 2010 · P.M Dawn: Greatest Hits Live! (Sbcmg)

### Singles
- 1989 · "Ode to a Forgetful Mind"
- 1991 · "A Watcher's Point of View (Don't 'Cha Think)"
- 1991 · "Set Adrift on Memory Bliss"
- 1991 · "Comatose"
- 1991 · "Paper Doll"
- 1991/1992 · "Reality Used to Be a Friend of Mine"
- 1992 · "I'd Die Without You"
- 1993 · "Looking Through Patient Eyes"
- 1993 · "Plastic"
- 1993 · "The Ways of the Wind"
- 1993 · "When Midnight Sighs"
- 1993 · "More Than Likely", P.M. Dawn met Boy George
- 1993 · "Norwegian Wood"
- 1993 · "The Nocturnal Is in the House"
- 1993 · "You Got Me Floating"
- 1995 · "Downtown Venus"
- 1995 · "Sometimes I Miss You So Much"
- 1998 · "Gotta Be...Movin' on Up", P.M. Dawn met Ky-Mani
- 1998 · "I Had No Right"
- 1998 · "Faith in You"
- 1998 · "Art Deco Halos"
- 2000 · "Night in the City"
- 2002 · "Amnesia"